# Сноубординг на зимових Олімпійських іграх 2018
Змагання зі сноубордингу на зимових Олімпійських іграх 2018 в Пхьончхані проходили з 10 по 24 лютого в сноу-парку «Фенікс» і в центрі стрибків на лижах «Альпензія». У рамках змагань було розіграно 10 комплектів нагород. У порівнянні з минулими Іграми в програмі змагань відбулися зміни. Замість паралельного слалому були розіграні медалі в біг-ейрі.

## Кваліфікація
За підсумками кваліфікаційних змагань олімпійські ліцензії отримали 258 спортсменів (142 чоловіки та 116 жінок), при цьому максимальна квота для одного олімпійського комітету складала 26 спортсменів.

## Розклад
Увесь час (UTC+9).
| День    | Дата      | Час                         | Змагання                                         |
| ------- | --------- | --------------------------- | ------------------------------------------------ |
| День 2  | 10 лютого | 10:00 — 14:30               | Слоупстайл (чоловіки)                            |
| День 3  | 11 лютого | 10:00 — 11:40               | Слоупстайл (чоловіки)                            |
| День 3  | 11 лютого | 13:30 — 15:30               | Слоупстайл (жінки)                               |
| День 4  | 12 лютого | 10:00 — 11:40               | Слоупстайл (жінки)                               |
| День 4  | 12 лютого | 13:30 — 15:00               | Хафпайп (жінки)                                  |
| День 5  | 13 лютого | 10:00 — 11:30               | Хафпайп (жінки)                                  |
| День 5  | 13 лютого | 13:00 — 14:50               | Хафпайп (чоловіки)                               |
| День 6  | 14 лютого | 10:30 — 12:00               | Хафпайп (чоловіки)                               |
| День 7  | 15 лютого | 11:00 — 12:30 13:30 — 14:50 | Сноубордкрос (чоловіки)                          |
| День 8  | 16 лютого | 10:00 — 11:00 12:15 — 13:00 | Сноубордкрос (жінки)                             |
| День 11 | 19 лютого | 9:30 — 12:30                | Біг-ейр (жінки)                                  |
| День 13 | 21 лютого | 12:00 — 13:30               | Паралельний гігантський слалом (чоловіки, жінки) |
| День 15 | 23 лютого | 9:30 — 11:00                | Біг-ейр (жінки)                                  |
| День 16 | 24 лютого | 10:00 — 11:30               | Біг-ейр (чоловіки)                               |
| День 16 | 24 лютого | 12:00 — 13:35               | Паралельний гігантський слалом (чоловіки, жінки) |

## Чемпіони та медалісти

### Таблиця медалей
| Місце  | Країна                | Золото | Срібло | Бронза | Загалом |
| ------ | --------------------- | ------ | ------ | ------ | ------- |
| 1      | США (USA)             | 4      | 2      | 1      | 7       |
| 2      | Канада (CAN)          | 1      | 2      | 1      | 4       |
| 3      | Франція (FRA)         | 1      | 1      | 0      | 2       |
| 4      | Чехія (CZE)           | 1      | 0      | 1      | 2       |
| 5      | Австрія (AUT)         | 1      | 0      | 0      | 1       |
| 5      | Італія (ITA)          | 1      | 0      | 0      | 1       |
| 5      | Швейцарія (SUI)       | 1      | 0      | 0      | 1       |
| 8      | Австралія (AUS)       | 0      | 1      | 1      | 2       |
| 8      | Німеччина (GER)       | 0      | 1      | 1      | 2       |
| 10     | Китай (CHN)           | 0      | 1      | 0      | 1       |
| 10     | Японія (JPN)          | 0      | 1      | 0      | 1       |
| 10     | Південна Корея (KOR)  | 0      | 1      | 0      | 1       |
| 13     | Фінляндія (FIN)       | 0      | 0      | 1      | 1       |
| 13     | Велика Британія (GBR) | 0      | 0      | 1      | 1       |
| 13     | Нова Зеландія (NZL)   | 0      | 0      | 1      | 1       |
| 13     | Словенія (SLO)        | 0      | 0      | 1      | 1       |
| 13     | Іспанія (ESP)         | 0      | 0      | 1      | 1       |
| Усього | Усього                | 10     | 10     | 10     | 30      |

### Чоловіки
| Дисципліна                     | Золото                      | Золото                      | Срібло                     | Срібло                     | Бронза                         | Бронза                    |
| ------------------------------ | --------------------------- | --------------------------- | -------------------------- | -------------------------- | ------------------------------ | ------------------------- |
| Паралельний гігантський слалом | Невін Галмаріні · Швейцарія | Невін Галмаріні · Швейцарія | Лі Сан Хо · Південна Корея | Лі Сан Хо · Південна Корея | Жан Кошир · Словенія           | Жан Кошир · Словенія      |
| Хафпайп                        | Шон Вайт · США              | 97.75                       | Хірано Аюму · Японія       | 95.25                      | Скотт Джеймс · Австралія       | 92.00                     |
| Біг-ейр                        | Себастьян Тутан · Канада    | 174.25                      | Кайл Мек · США             | 168.75                     | Біллі Морган · Велика Британія | 168.00                    |
| Слоупстайл                     | Редмонд Джерард · США       | Редмонд Джерард · США       | Максанс Парро · Канада     | Максанс Парро · Канада     | Марк Мак-Морріс · Канада       | Марк Мак-Морріс · Канада  |
| Сноубордкрос                   | П'єр Волтьє · Франція       | П'єр Волтьє · Франція       | Джаррид Х'юз · Австралія   | Джаррид Х'юз · Австралія   | Рехіно Ернандес · Іспанія      | Рехіно Ернандес · Іспанія |

### Жінки
| Дисципліна                     | Золото                     | Золото                 | Срібло                                  | Срібло                                  | Бронза                                | Бронза                                |
| ------------------------------ | -------------------------- | ---------------------- | --------------------------------------- | --------------------------------------- | ------------------------------------- | ------------------------------------- |
| Паралельний гігантський слалом | Естер Ледецька · Чехія     | Естер Ледецька · Чехія | Селіна Єрг · Німеччина                  | Селіна Єрг · Німеччина                  | Рамона Терезія Гофмайстер · Німеччина | Рамона Терезія Гофмайстер · Німеччина |
| Хафпайп                        | Клое Кім · США             | 98.25                  | Лю Цзяюй · Китай                        | 89.75                                   | Аріелл Гоулд · США                    | 85.75                                 |
| Біг-ейр                        | Анна Гассер · Австрія      | 185.00                 | Джеймі Луїз Андерсон · США              | 177.25                                  | Зої Садовскі-Синнотт · Нова Зеландія  | 157.50                                |
| Слоупстайл                     | Джеймі Луїз Андерсон · США | 83.00                  | Лорі Блуен · Канада                     | 76.33                                   | Енні Рукаярві · Фінляндія             | 75.38                                 |
| Сноубордкрос                   | Мікела Мойолі · Італія     | Мікела Мойолі · Італія | Жулія Перейра де Соуза Мабіло · Франція | Жулія Перейра де Соуза Мабіло · Франція | Ева Самкова · Чехія                   | Ева Самкова · Чехія                   |